# Tulle
Tulle es una comuna francesa, prefectura y capital del departamento de Corrèze, de la región de Nueva Aquitania.
Es la cabeza de partido del cantón de su nombre.
El 9 de junio de 1944 fue el escenario de la matanza de Tulle, episodio de represalia contra la Resistencia Francesa por parte del ejército alemán durante la Segunda Guerra Mundial en el que 99 civiles resultaron ejecutados por ahorcamiento.

## Geografía
Tulle era la tercera ciudad del Lemosín. Se encuentra en una parte muy recogida del valle del río Corrèze, en su confluencia con varios afluentes: Solane, Céronne, Saint-Bonette y Montane. Se extiende por una banda muy estrecha y larga de varios kilómetros. Se encuentra en la encrucijada de dos ejes principales:
- La autopista 89 y línea de ferrocarril entre Lyon, Clermont-Ferrand y Burdeos
- La carretera entre Limoges y Aurillac

## Historia

### Toponimia
El origen de Tulle se remonta a la ocupación romana y su nombre proviene de Tutela, divinidad romana encargada de la protección de las personas, cosas y lugares especialmente. El culto a esta deidad se relaciona con el cruce de Corrèze, en este lugar, una ruta muy antigua de larga distancia entre Bretaña y el Mediterráneo. El uso será perpetuado hasta la Edad Media.

### Fundación
En el siglo VII, fue fundado un monasterio dedicado a san Miguel. La gente fue a vivir alrededor de los edificios. El primer monasterio fue destruido por los vikingos en 846.

### Edad Media
Nuevos edificios son construidos y el papa Urbano II los otorga la protección en 1095. La construcción de la nueva abadía empieza en 1130 pero el edificio fue acabado dos siglos más tarde. En 1317, el papa Juan XXII creó la Diócesis de Tulle; la abadía se convirtió en una catedral. En 2005, cuando se construye cerca de la catedral, las excavaciones han desenterrado la pared norte de la iglesia medieval de San Julián, el descubrimiento de un cementerio y tres sarcófagos de granito que data de mediados edad. 
Durante la Guerra de los Cien Años, los ingleses toman la ciudad en 1346. Son expulsados de la ciudad por la milicia local, la ciudad vuelve a caer en 1369, y finalmente expulsados de nuevo por la milicia local. En 1443, Carlos VII de Francia reúne a los Estados Generales de la provincia de Lemosín.

### Era moderna
La abadía está prácticamente abandonada con la secularización de 1514. El obispo construyó un castillo. Durante las guerras de religión Tulle es para los católicos, la ciudad resistió la primera vez a los hugonotes en 1577, pero las tropas del vizconde de Turenne tomó una venganza sangrienta en 1585. Lo sitiaron y arrasaron, después de un asalto que el poeta Agrippa d'Aubigné relató.
La mutilación y el saqueo fue mucho más severa durante la Revolución francesa: la catedral y los edificios de la abadía se convirtieron en fábrica de municiones, todos los accesorios, incluyendo el hierro que conservaba la cúpula de la recuperación están desgarrados, causando el colapso de la cúpula del ábside, el crucero y la galería norte del claustro. La iglesia fue reabierta al culto en 1803, recuperando su título de catedral en 1823.
Entre 1795 y 1800 absorbe la comuna de Laguenne y en 1808 dicha comuna fue reconstituida a partir de sus antiguos territorios.

### Época contemporánea

Torre adiministrativa Jean Montalat

En 1917, la ciudad es víctima de un cuervo que resultará ser una mujer desdeñada. La noticia apasiona a Francia durante tres años e inspira a Henri-Georges Clouzot su película El cuervo.
Durante la Segunda Guerra Mundial, la 2.ª División SS Das Reich, perpetra matanzas de represalia de civiles en Tulle, en respuesta a la matanza y mutilación de unos 40 soldados alemanes en Tulle el 8 de junio de 1944 por el Movimiento de Resistencia Maquis que trataba de liberar la ciudad. El 9 de junio de 1944, un gran número de civiles fueron detenidos por las SS. De ellos, 99 fueron seleccionados al azar y colgados de los postes de luz y de los balcones de la ciudad. Además, otro 321 fueron enviados a campos de trabajos forzados en Alemania donde 101 perdieron la vida.
La cárcel de la ciudad recibió, en el año 1961, a los generales que intentaron un golpe de Estado en Argel contra el general De Gaulle.

## Demografía
| Gráfica de evolución demográfica de Tulle entre 1800 y 2022 |
|                                                             |

Los datos demográficos contemplados en este gráfico se han cogido de la página francesa EHESS/Cassini.

## Administración y política

### Administración
- Tulle es la sede del Consejo General de Corrèze
- Tulle es la capital del cantón de su nombre.
- Tulle es la prefectura de Corrèze.

### Alcaldes
| Nombre              | Periodo   | Partido político |
| ------------------- | --------- | ---------------- |
| Jacques de Chammard | 1925–1942 | Radical          |
| Jules Lafue         | 1944–1947 |                  |
| Clément Chausson    | 1947–1949 | Comunista        |
| Jean Massoulier     | 1949–1959 |                  |
| Jean Montalat       | 1959–1971 | Socialista       |
| Georges Mouly       | 1971–1977 | Conservador      |
| Jean Combasteil     | 1977–1995 | Comunista        |
| Raymond-Max Aubert  | 1995–2001 | Conservador      |
| François Hollande   | 2001–2008 | Socialista       |
| Bernard Combes      | 2008–     | Socialista       |

## Hermanamientos
- Renteria (España)
- Dueville (Italia)
- Schorndorf (Alemania)
- Bury (Reino Unido)
- Lousada (Portugal)
- Smolensk (Rusia)